# جر (هندسة)
الجر، أو قوة الجر(بالإنجليزية: (Traction (engineering)، ي القوة المستخدمة لتوليد الحركة بين الجسم والسطح المماسي، من خلال استخدام الاحتكاك الجاف، على الرغم من أن استخدام قوة القص للسطح يشيع استخدامها أيضًا.
يمكن أن يشير الجر أيضًا إلى أقصى قوة جر بين الجسم والسطح، كما هو محدد بواسطة الاحتكاك المتاح ؛ عندما يكون هذا هو الحال، يتم التعبير عن الجر في كثير من الأحيان كنسبة من القوة الجر القصوى للقوة العمودية وتسمى معامل الجر (على غرار معامل الاحتكاك ).

## تعريفات
يمكن تعريف الجر على النحو التالي: 
 في ديناميات المركبات، ترتبط قوة الجر ترتبط ارتباطا وثيقا بمصطلح جهد الجر وسحب قضيب الجر، رغم أن المصطلحات الثلاثة لها تعريفات مختلفة.

## معامل الجر

رسم تخطيطي للمعامل الطولي للالتصاق (fx) في وظيفة السرعة والظروف الجوية للأسفلت
أ) الأسفلت الجاف
ب) تصريف الإسفلت في الظروف الرطبة
ج) الأسفلت في الظروف الرطبة
د) الثلج
ه) الجليد

تغير متوسط التقاطع (Fy) خلال الفصول (ممثلة عدديًا من 1 إلى 12) مع أسطح طرق مختلفة.
أ) الأسفلت المعالج على الساخن
ب) الحصى
ج) الكوارتزيت
د) تكتل الأسمنت
ه) الأسفلت المسكوب
F) الحصى الرسوبية (غير منضم)

يتم تعريف معامل الجر على أنه القوة القابلة للاستعمال للجر مقسومة على الوزن على ترس الجري (العجلات والمسارات وما إلى ذلك)  أي:
الجر القابل للاستخدام = معامل الجر × القوة العامودية

### العوامل المؤثرة في معامل الجر
يعتمد الجر بين سطحين على عدة عوامل:
- تركيب المواد من كل سطح.
- الشكل العياني والمجهري ( الملمس ؛ الملمس والنسيج المجهري )
- القوة العمودية الضغط السطوح الاتصال معا.
- الملوثات في حدود المواد بما في ذلك مواد التشحيم والمواد اللاصقة.
- الحركة النسبية للأسطح الجر - كائن انزلاق (واحد في الاحتكاك الحركي) لديه الجر أقل من كائن غير انزلاق (واحد في الاحتكاك ثابت).
- اتجاه الجر بالنسبة إلى نظام الإحداثيات - على سبيل المثال، يختلف الجر المتاح للإطار عادة بين المنعطفات والتسارع والكبح.[8]
- بالنسبة للأسطح منخفضة الاحتكاك، مثل الطرق الوعرة أو الجليد، يمكن زيادة الجر باستخدام أجهزة الجر التي تخترق السطح جزئيًا ؛ تستخدم هذه الأجهزة قوة القص للسطح الأساسي بدلاً من الاعتماد فقط على الاحتكاك الجاف (على سبيل المثال، فقي الطرق الوعرة العدوانية أو سلاسل الثلج ). . . .

### معامل الجر في التصميم الهندسي
في تصميم المركبات ذات العجلات أو المتعقبة، يكون الجر العالي بين العجلات والأرض مرغوبًا أكثر من الجر المنخفض، لأنه يسمح بتسارع أعلى (بما في ذلك المنعطفات والفرامل) دون انزلاق العجلات. يتمثل أحد الاستثناءات البارزة في تقنية رياضة السيارات في الانجراف ، حيث يتم فقد الجر بالعجلات الخلفية بشكل متعمد أثناء المنعطفات عالية السرعة.
تعمل التصميمات الأخرى على زيادة مساحة السطح بشكل كبير لتوفير قدرة جر أكبر من العجلات
في بعض التطبيقات، هناك مجموعة معقدة من المقايضات في اختيار المواد. على سبيل المثال، غالبًا ما توفر المطاط الناعم جرًا أفضل ولكن تآكل بشكل أسرع ولديها خسائر أكبر عند الثني - مما يقلل من الكفاءة. قد يكون للخيارات في انتقاء المواد تأثير كبير. على سبيل المثال: الإطارات المستخدمة في سباقات سيارات السباق قد تدوم 200 كم، في حين أن تلك المستخدمة في شاحنات ثقيلة قد يكون لها حياة تقترب من 100000   كم. إطارات الشاحنة لديها جر أقل ومطاط أكثر سماكة.
الجر يختلف أيضا مع الملوثات. يمكن أن تسبب طبقة من الماء في تصحيح التلامس خسارة كبيرة في الجر. هذا هو أحد أسباب الأخاديد ورشح إطارات السيارات.
وجد أن جر الشاحنات والشاحنات الزراعية والمركبات العسكرية ذات العجلات، وما إلى ذلك قد تحسن إلى حد كبير عند القيادة على أرض ناعمة و / أو زلقة من خلال استخدام أنظمة التحكم في ضغط الإطارات (TPCS) .يتيح نظام TPCS تقليل ضغط الإطارات واستعادته لاحقًا أثناء التشغيل المستمر للمركبة. زيادة الجر باستخدام TPCS يقلل أيضًا من تآكل الإطارات وركوب الاهتزاز.